# La Corrida (Clavé)
La Corrida est un ensemble de plusieurs lithographies d'Antoni Clavé réalisées par le peintre entre 1948 et 1951.

## Historique
Grand admirateur de Pablo Picasso, Antoni Clavé a exposé cette œuvre de tauromachie en hommage au maître en 1985, au Musée Picasso (Paris). Il y reprend tous les thèmes chers à Picasso dont celui du Minotaure et de la corrida. Pour cette exposition intitulée "A Don Pablo",  les œuvres ont été choisies : « Comme une offrande pour l'hommage qu'elle rendent à Don Pablo. »

## Description
La Corrida est une œuvre impressionnante, non par sa taille, mais par le rouge intense qui domine la composition  où se mêlent les effets de cape, la silhouette du  torero mort et l'énorme tête de taureau en son centre. 
Comme pour toutes les œuvres de tauromachie que Clavé a produites en abondance on désigne souvent sous le même titre des lithographies de factures différentes, et des peintures. Ainsi la corrida est-elle représentée plusieurs fois, notamment dans une scène  où le matador n'est pas mort, dans une gravure de 38 × 58 cm . Ou encore une autre intitulée postérieurement "Scène de corrida" (gouache sur papier, encore de chine et crayon, 59 × 44 cm).